# Zimní stadion Za Lužánkami
Zimní stadion Za Lužánkami, známý také jako Zimní stadion Brno, byla sportovní hala nacházející se v katastrálním území Ponava. Stadion patřil k nejstarším v České republice.

## Historie stadionu
Jeho výstavba měla začít už na konci třicátých let 20. století, avšak výstavbě zabránila druhá světová válka. Stadion se tak začal stavět až v roce 1946 a slavnostně byl otevřen v roce 1947. Jako druhý v republice disponoval umělou ledovou plochou a nesl název Benešův národní stadion. Od roku 1964 byl zastřešen. Nejslavnější éra stadionu nastala v 50. a 60. letech, kdy na něm své domácí zápasy hrávala Rudá Hvězda Brno, dnes HC Kometa Brno, která stadion opustila v roce 1998. Vedle Komety zde hrávaly hokejové oddíly Spartak Zbrojovka Brno, TJ Lokomotiva Ingstav a v letech 1998 až 2000 i HC Ytong Brno.
Stadion byl uzavřen v roce 2000 a začal chátrat. Do objektu v mnoha místech zatékalo, část střechy byla zničena požárem, v některých částech zdí byly díry. Poničený byl rovněž interiér. Zajímavostí byl vrak Trabantu zapíchnutý na střídačce.
25. listopadu 2008 započala plánovaná demolice. 
V roce 2015 deník MF Dnes informoval o záměru Komety Brno s podporou finanční skupiny DRFG vybudovat na stejném místě nový zimní stadion s kapacitou kolem 12 tisíc míst. Projekční firma A PLUS pro ni navrhla studii oválné budovy spojené mostní konstrukcí s parkem Lužánky. Podle záměru by měl být stadion hotov do tří let. Společnost A PLUS je členem skupiny DRFG, tedy jednoho z momentálních vlastníků klubu. Má v plánu ze stadionu udělat nejmodernější stavbu tohoto druhu v České republice. Tento atelier mimo jiné stál i za projektem Univerzitního kampusu Masarykovy univerzity nebo střediskem CEITEC, stejně jako byl u prvních návrhů pražské O2 areny.
V roce 2015 pak byl zveřejněn první návrh celého areálu. V roce 2019 byla však představena nová studie na multifunkční halu s kapacitou kolem 12 tisíc míst v areálu brněnského výstaviště, stavba měla začít v roce 2021.
V roce 2016 se za Lužánkami odehrály takzvané Hokejové hry Brno, při kterých 8. ledna padl rekord extraligový rekord v návštěvnosti. Na duel mezi Kometou a Spartou(2:4) přišlo na montované tribuny z lešení 21 500 diváků.  
Vedle místa, kde dříve stál stadion, dnes funguje veřejné kluziště. Hlavní ledovou plochu nahradilo hřiště s umělou trávou, zapuštěné mezi svahy, které zde zůstaly po demolici budovy. Provizorní aréna po zimním stadionu v roce 2017 hostila EURO v malém fotbalu.

## Fotogalerie

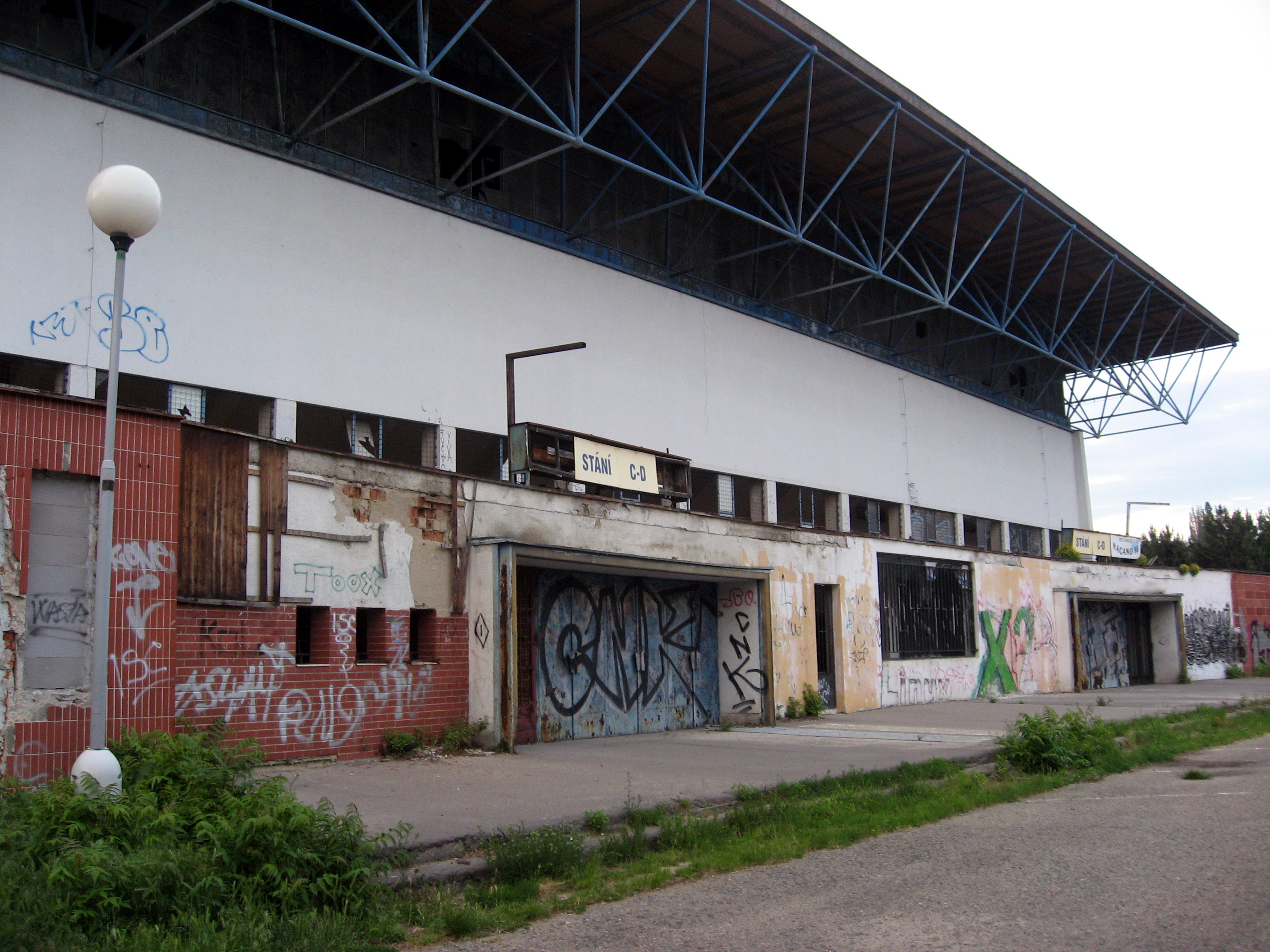
Stav haly před demolicí
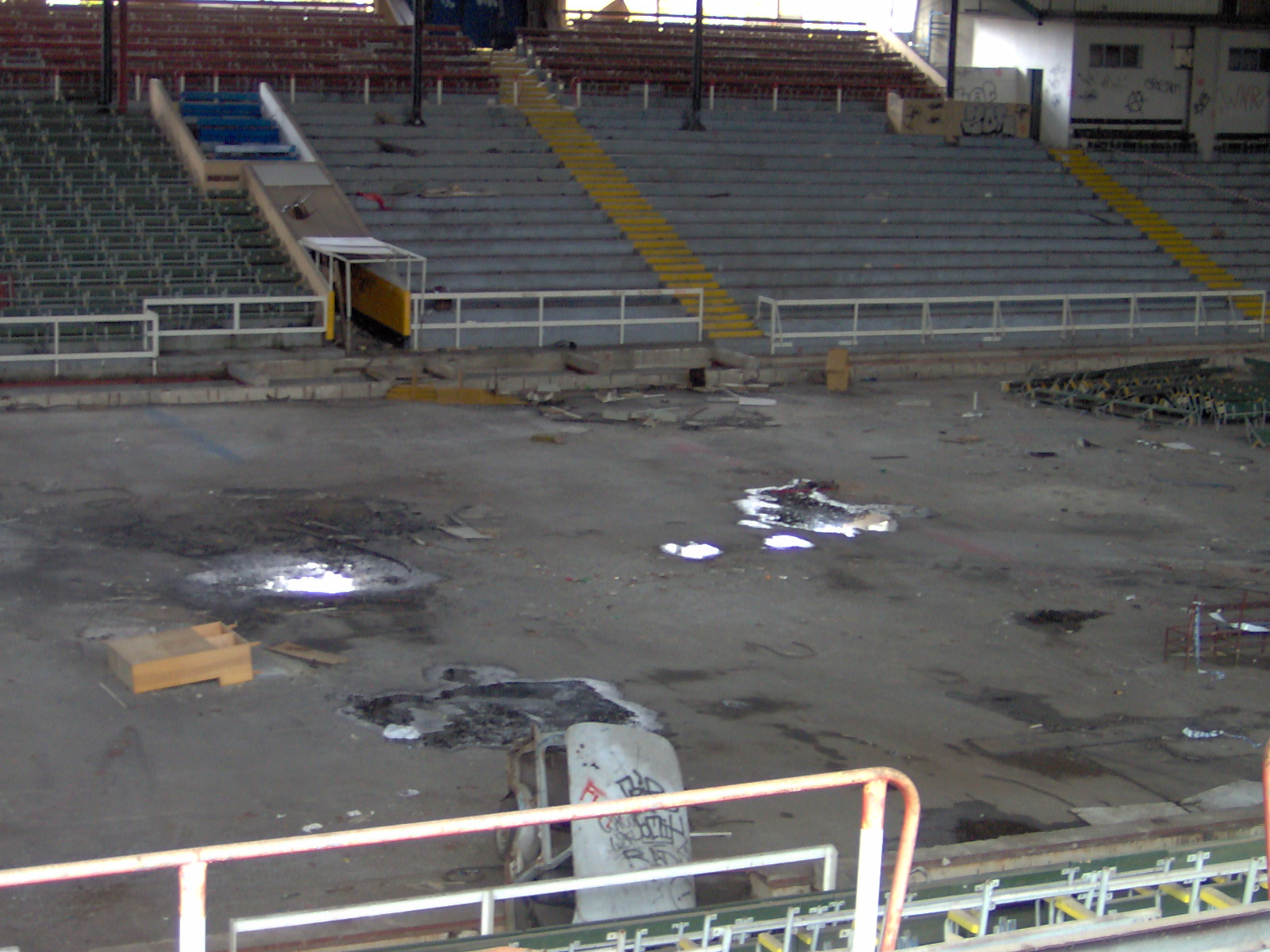
Interiér stadionu s Trabantem
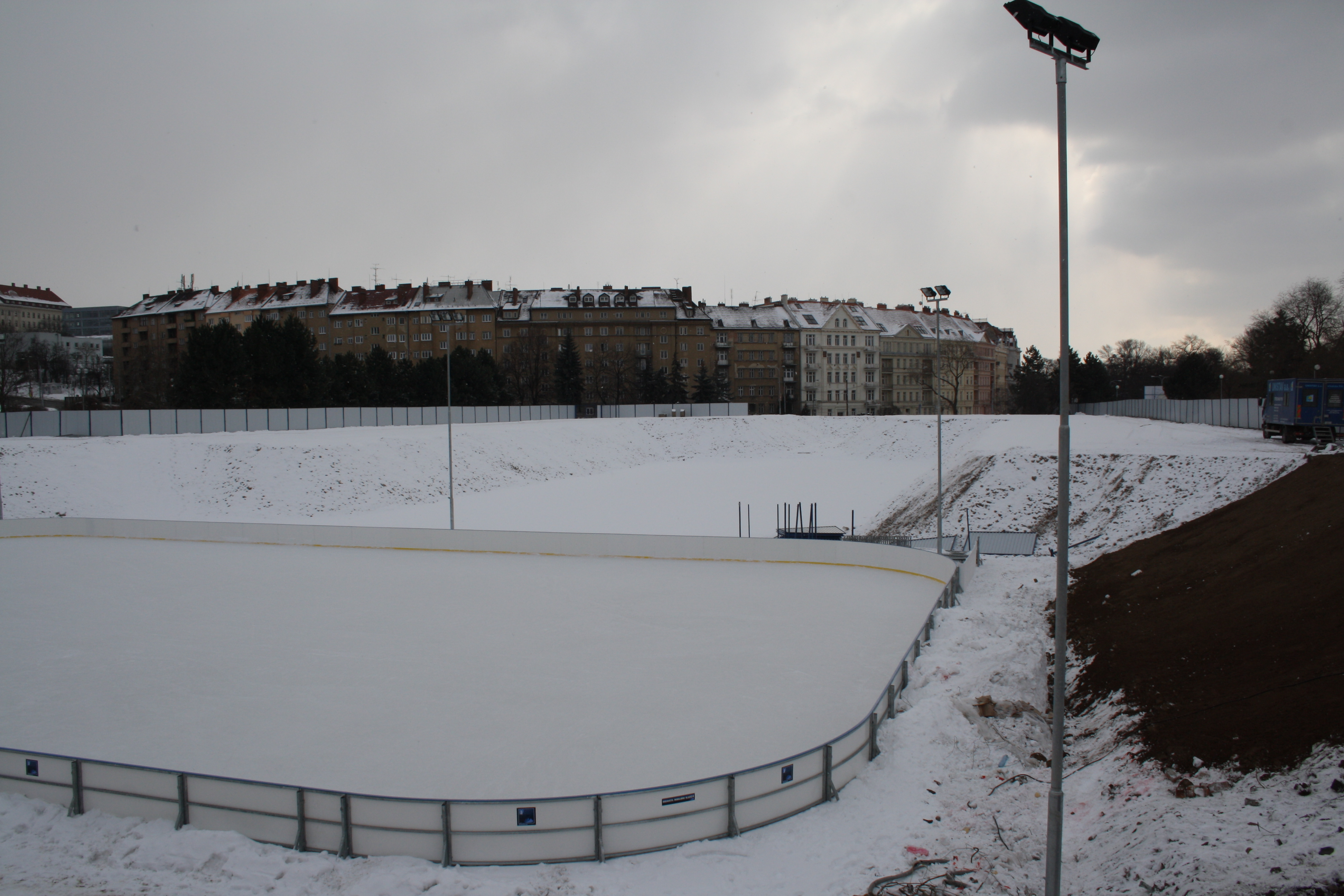
Přestavba plochy zbořeného stadionu na kluziště
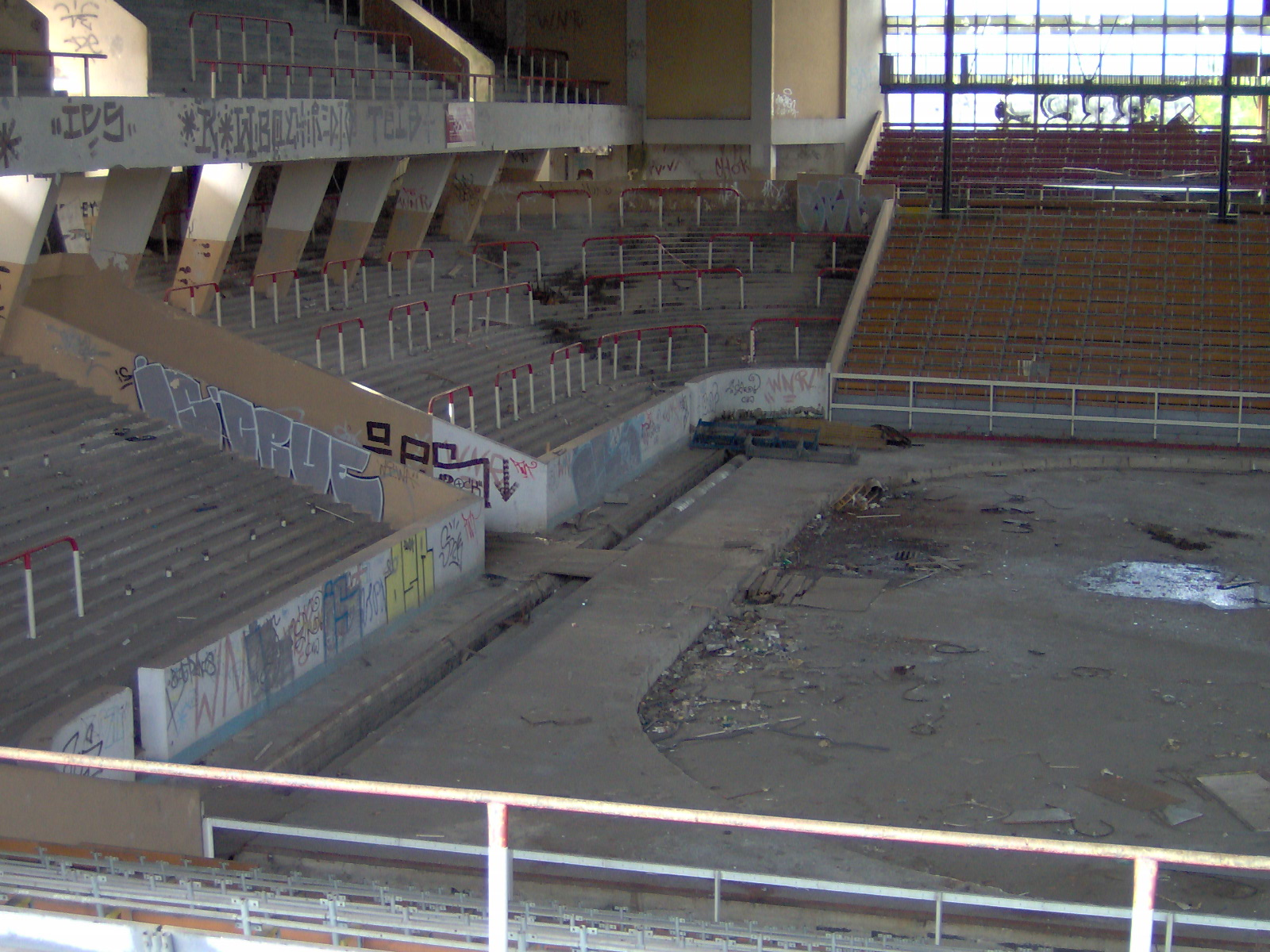
interiér stadionu
hokejová plocha pro open air akci